# Карл Вильгельм (князь Ангальт-Цербста)
Карл Вильгельм Ангальт-Цербстский (нем. Karl Wilhelm von Anhalt-Zerbst; 16 октября 1652, Цербст — 3 ноября 1718, Цербст) — князь Ангальт-Цербста в 1667—1718 годах, представитель Асканиев.

## Биография
Карл Вильгельм — третий сын князя Иоганна VI и его супруги Софии Августы, дочери герцога Фридриха III Гольштейн-Готторпского. На момент смерти отца Карл Вильгельм был ещё несовершеннолетним, регентами при нём выступали в 1667—1674 годах его мать вместе с ландграфом Гессен-Дармштадта Людвигом VI и князем Ангальт-Дессау Иоганном Георгом II.
Карл Вильгельм основал Цербстский замок и лютеранскую церковь Святой Троицы, строительство церкви положило конец многолетнему конфликту с реформатской общиной Цербста, которой была передана церковь Святого Николая. Резиденцией князя длительное время был Евер, который отошёл Цербстскому дому благодаря бабушке Карла Вильгельма, что оспаривалось Данией.

## Потомки
18 июня 1676 года в Галле Карл Вильгельм женился на Софии Саксен-Вейсенфельской, дочери герцога Августа. У них родились:
- Иоганн Август (1677—1742), князь Ангальт-Цербста, женат на принцессе Фридерике Саксен-Гота-Альтенбургской (1675—1709), затем на принцессе Гедвиге Фридерике Вюртемберг-Вейльтингенской (1691—1752)
- Карл Фридрих (1678—1693)
- Магдалена Августа (1679—1740), замужем за герцогом Саксен-Гота-Альтенбурга Фридрихом II (1676—1732)

Супруга приходилась как двоюродной тётей (через Иоганна Георга I и его жену Магдалену Сибиллу Прусскую), так и четвероюродной сестрой (через Адольфа Гольштейн-Готторпского и его жену Кристину Гессенскую).